# Chris Campbell
Pour les articles homonymes, voir Campbell.
(en) Statistiques sur pro-football-reference
Chris Cardell Campbell (né le 22 septembre 1986 à Chicago) est un joueur de football américain.

## Carrière
Campbell joue avec les Eastern Illinois Panthers durant sa carrière universitaire. Il n'est sélectionné par aucune équipe lors du draft de 2010 de la NFL et signe avec les Packers de Green Bay un contrat comme agent libre. Bien qu'il ne joue pas et qu'il fait partie de l'équipe d'entrainement, il remporte avec les Packers le Super Bowl XLV.
Résilié une première fois le 3 septembre 2011, il intègre l'équipe d'entraînement (ou équipe réserve) le 7 novembre 2011. Néanmoins, il est résilié une nouvelle fois de la franchise de Green Bay le 14 mai 2012.
Le 13 août 2012, il signe avec les Jaguars de Jacksonville, en plein pré-saison. Il ne satisfait pas ses entraîneurs et est libéré le 27 août.